# Yared Asmerom

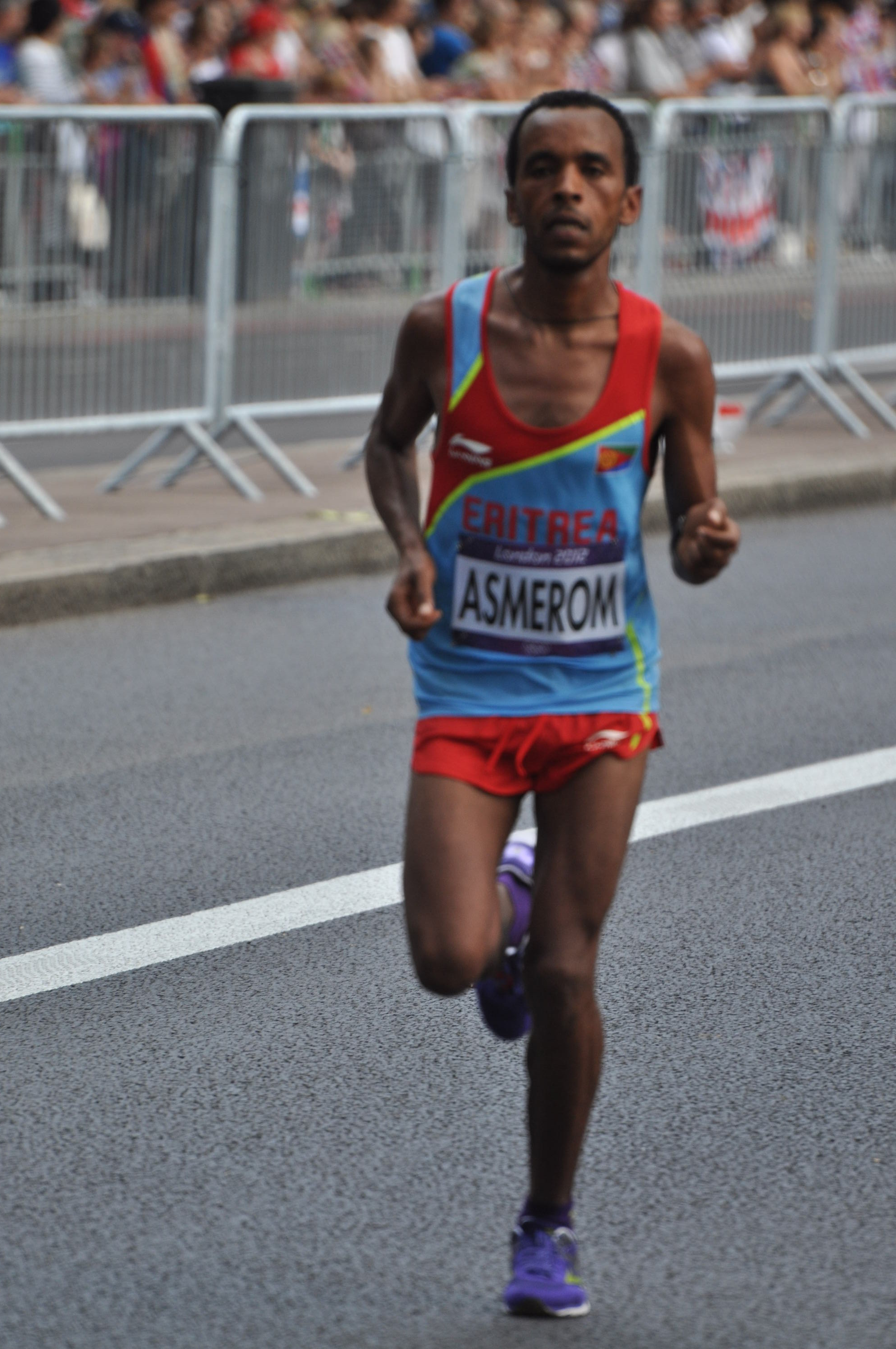
Yared Asmerom beim Marathon der Olympischen Spiele 2012

Yared Asmerom (* 4. Februar 1980 in Asmara) ist ein eritreischer Marathonläufer.
2004 siegte er beim San-Sebastián-Marathon und war mit 2:16:45 h der erste Eritreer, der unter 2:20 h blieb. Bei den Leichtathletik-Weltmeisterschaften 2005 in Helsinki kam er in 2:18:46 auf den 25. Platz. Im selben Jahr wurde er bei den Halbmarathon-Weltmeisterschaften in Edmonton Neunter.
Beim Hamburg-Marathon belegte er 2006 den 13. Platz in 2:15:36 und 2007 den 16. Platz in 2:15:14; die Zeiten waren jeweils weitere Landesrekorde.
Beim Hitzemarathon den Weltmeisterschaften in Osaka sorgte er für eine Überraschung, als er in 2:17:41 den vierten Platz belegte.
2008 wurde er Zweiter beim Biwa-See-Marathon mit der persönlichen Bestzeit von 2:08:34. Beim Marathon der Olympischen Spiele in Peking hielt er sich zunächst mit seinem Landsmann Yonas Kifle, der ihn als Landesrekordhalter abgelöst hatte, in der Spitzengruppe, ließ sich dann aber etwas zurückfallen. Während Kifle auf den letzten Kilometern komplett einbrach, behauptete sich Asmerom und wurde Achter in 2:11:11.
2009 wurde er Dritter beim Biwa-See-Marathon und 2010 Fünfter beim Seoul International Marathon. Bei den Olympischen Spielen 2012 in London belegte er Rang 19.